# Шидрово (деревня)
Шидрово — деревня Шидровского сельского поселения Виноградовского района Архангельской области.

## География
Шидрово стоит на правом берегу реки Ваги, недалеко от впадения Ваги в Северную Двину. Ниже по течению Ваги, за речкой Шидровкой, находится посёлок Шидрово.

## История
В 1681 году деревня Шидровская относилась к Устьважской волости Лецкого (Ледского) стана Шенкурской чети Важского уезда. В 1918 год во время интервенции в деревне Шидрово шли бои «белых» с «красными». Здесь был смертельно ранен красный командир Павлин Виноградов. В 1930 году в Шидрове была создана сельскохозяйственная коммуна имени Демьяна Аксенова, преобразованная в дальнейшем в сельхозартель. С 2006 года деревня Шидрово входит в МО «Шидровское».

## Население
| 2002 | 2010 | 2012 |
| ---- | ---- | ---- |
| 64   | ↘63  | ↘44  |

Население деревни Шидрово — 45 человек, из них 22 пенсионера (2009 год). В 1888 году в деревне Шидровской Усть-Важского прихода проживало 233 души обоего пола.

## Экономика
Часть трудоспособного населения деревни долгое время работала в частном деревообрабатывающем предприятии в посёлке Шидрово.

## Достопримечательности
На территории Шидрово находится здание Георгиевской церкви, возле которой погиб П. Виноградов, на месте гибели установлен памятник-обелиск.

## Транспорт
Автомобильными дорогами деревня Шидрово соединяется с посёлком Шидрово и с деревнями Заборье и Наволок.

## Этимология
Название деревни происходит от речки Шидровка.